# Станку, Богдан
Богдан Сорин Станку (рум. Bogdan Sorin Stancu; 28 июня 1987, Питешти, Румыния) — румынский футболист, нападающий.

## Биография
Станку начал профессиональную карьеру в «Арджеше» (Питешти), откуда лишь ненадолго отлучался в аренду в «Миовени». Из-за нерегулярной игровой практики он покинул «Арджеш» и отправился в «Унирю» (Урзичени). После трёх лет в Унире в мае 2008 года Богдан перебрался в Бухарест и подписал контракт с местным «Стяуа» (по данным румынских СМИ трансфер им обошёлся в 1 миллион евро) , где в первый же сезон стал лучшим бомбардиром команды с 11 мячами (в первых пяти встречах чемпионата он забил 4 гола). 
В первой половине сезона 2010—11 ему удалось забить 16 голов в 27 матчах, что привлекло внимание турецкого «Галатасарая», выложившего за Станку €5 млн. Однако прижиться в стане «львов» у него не получилось, и полгода спустя он отправился в аренду в «Ордуспор». Успешно проведя остаток сезона, перешёл в «Ордуспор» на постоянной основе. После вылета из Суперлиги перешел в «Генчлербирлиги», где провел 3 сезона. В январе 2017 года перешёл в «Бурсаспор».